# Societas
Die societas (lat. für „Bündnis“, „Vereinigung“) war im römischen Recht – in Abweichung zum modernen Verständnis – ein rein schuldrechtlicher Vertrag zwischen gesellschaftlich verbundenen Partnern, die ein kooperatives Interesse verfolgten. Der Vertrag war jederzeit kündbar.
Die societas verfügte über keine eigene Rechtspersönlichkeit. Das Gesellschaftsvermögen der Gesellschafter wurde zum Eigentum nach Bruchteilen. Während des Bestehens des Zusammenschlusses war Rechtsschutz nicht geboten, gegenseitige Ansprüche auf Auseinandersetzung konnten die Gesellschafter erst nach Auflösung der Gesellschaft geltend machen. Zur Anspruchsdurchsetzung diente die actio pro socio.
Altziviler Vorläufer der societas war das consortium. Die Rechtsform stand in einem engen Zusammenhang mit anderen traditionellen Treueverhältnissen (bonae fidei iudicia), dem Treuhandsgeschäft im engeren Sinne (fiducia) und der Vormundschaft (tutela), jeweils auf Verpflichtungen beruhend, die wohl schon der archaischen Sittenaufsicht (mit sehr eingeschränktem Rechtsschutz) unterlagen. Soweit die Quellen Auskunft erteilen, wird davon ausgegangen, dass die societas nicht allein Bürgern zugänglich war, sondern jedermann, also auch Peregrinen; zudem wird der Rechtskomplex dem Völkergemeinrecht zugerechnet.

## Anwendungsgebiete
Bedeutung erlangte die societas im Bereich des Universalgesellschaftsrechts bei Hauserbengemeinschaften (ercto non cito), solange diese als Vermögensgemeinschaft noch nicht aufgeteilt waren. Die Teilung erfolgte regelmäßig im Wege der actio familiae erciscundae, wobei im frührepublikanischen Zwölftafelgesetz ursprünglich noch die legis actio per iudicis arbitrive postulationem vorgesehen war. Im klassischen Recht der Kaiserzeit begegnen auch umfassend kommunitaristisch organisierte Vermögensgemeinschaften zur Bewältigung wirtschaftsbezogener Angelegenheiten. Häufig steuerten die Gesellschafter ihr gesamtes Vermögen bei (societas omnium bonorum). Regelmäßig waren auch sie im Familienkreis angesiedelt (Eheleute, Brüder).
Societates entfalteten auch im allgemeinen römischen Wirtschaftsverkehr ihre Tragweite, wenn Haftung aus Risikogründen auf mehrere Köpfe zu verteilen war. Davon betroffen waren Gelegenheits- und Handelsgesellschaften, Handwerkerzusammenschlüsse, auch Gesellschaften im landwirtschaftlichen Bereich. Handelsgüter waren vornehmlich Sklaven, Getreide, Öl und Wein (societas unius alicuius negotii). Über den klassischen Ein- und Verkauf (Handel) hinaus, konnte auch die Produktion von Gütern eine Rolle spielen. Streitig ist, ob unterschiedliche Beitragsanteile, einer bringt Kapital, ein anderer Arbeitsleistung in die Gesellschaft  ein, Charakteristikum einer societas sein konnte.
Im Bereich der gewerblichen Finanzwirtschaft sind Bankiers – sogenannte argentarii – für solidarische Übereinkünfte unter socii nachweisbar. Im Rahmen besonderer für sie geltender Regeln, organisierten und vermittelten sie Auktionen (Versteigerungen), betrieben zudem Zahlungsdienste, weil sie als Zahlstelle operierten, und sie vergaben Kredite. Gesellschaften gründeten sich auch für die Finanzierung und den Betrieb von Schiffstransporten.
Schließlich sind noch die Staatspächtergesellschaften zu nennen, betrieben von den Publicani (societates publicanorum, bzw. societates vectigalium). Publikanengesellschaften übernahmen Aufgaben aufgrund öffentlichen Auftrags. Vornehmlich bekannt sind sie für die Eintreibung von Geld in Angelegenheiten der Steuerpacht. Aufgrund besonderen öffentlichen Interesses wurde ihre Organisationsform auf höchstmögliche Stabilität ausgerichtet, sodass ihnen ein nahezu körperschaftliches Gepräge zukommen konnte. Leges censoriae, zurückgehend auf Zeiten der Republik, in der die Zensoren (unter anderem) öffentliche Bauten verantworteten, könnten Einfluss auf die Bedingungen der Vertragsgestaltung genommen haben. Wirtschaftlich diente die Staatspacht als Machtfaktor der Organisation von Großunternehmen. Finanziert wurde auch die Vergabe von Großaufträgen an das Heer und die Steuerpacht ganzer Provinzen sowie die Minenpachten in Hispania.

## Haftung im Innen- und Außenverhältnis
Im Innenverhältnis einer Gesellschaft konnten Absprachen, die nicht eingehalten wurden, Sachbeschädigungen oder sonstige Zweckverletzungen, Haftungen auslösen, die es auszugleichen galt. Entgegen der lange um Ludwig Mitteis vertretenen These, dass die socii im klassischen Recht lediglich Vorsatz (dolus) zu vertreten gehabt hätten und die Verschuldenshaftung (culpa) nicht vor der Zeit des nachklassischen oder gar justinianischen Rechts diskutiert worden sei, wird heute davon ausgegangen, dass das Haftungsregime für zahlreiche Einzelfälle in der frühen Kaiserzeit bereits längst kompletter war. Mitteis’ Auffassung stützte sich auf die Rechtsfolge der Infamie als Haftungsmaßstab, die häufig Konsequenz eines ehrlosen, (arglistig) vorsätzlichen Handelns war. Dem könne nicht gefolgt werden, da auch utilitaristische Haftungszwecke, mithin Verschulden, in den Quellen nachweisbar seien. Gaius berichtet über die Begrenzung der Haftung auf die Verletzung der Sorgfalt in eigenen Angelegenheiten. An ihr wird in der Spätantike überwiegend festgehalten gleichwohl offen bleiben muss, ob in vereinzelten Fällen (etwa bei Handwerkern) nicht auch objektive Sorgfaltskriterien die Gesellschafterpflichten durchdrangen. Gefahrtragungsregeln wiederum wirkten grundsätzlich solidarisch.
Aufgrund der Rechtsnatur der societas als Innengesellschaft, lässt sich ein kollektiv wirkendes Außenverhältnis grundsätzlich nicht bestimmen. Das Rechtsverhältnis, das ein einzelner socius mit einem Dritten einging, verpflichtete oder berechtigte zunächst nur diesen. Für die Vergemeinschaftung der schuldrechtlichen Wirkungen war in einem zweiten Schritt eine interne Absprache der Gesellschafter von Nöten. Vornehmlich beruhte die Konstruktion darauf, dass dem römischen Recht eine „direkte Stellvertretung“ unbekannt war. Ein Teilhaber konnte am Rechtsgeschäft unmittelbar nur dadurch gebunden werden, dass er botenrechtlich einbezogen wurde. Ausnahmen galten im Bankiers-, Schifffahrts-, und Sklavenhandelsrecht. Im Publikanengesellschaftsrecht galten nochmals andere Besonderheiten, denn in vorderster Front trat oft ein syndicus für die socii auf.

## Beendigung der Gesellschaft
Traten Veränderungen in den Personenverhältnissen der societas ein, konnte sie beendet werden. Zwingender Beendigungsgrund war der Tod eines Gesellschafters oder dessen Insolvenz. Bedeutung hatte auch die capitis deminutio maxima, die den bürgerlichen Tod bedeutete. Dieser ging mit dem Verlust von Freiheit (libertas), Bürgerrecht (civitas) und Familie (familia) einher.
Auch rechtliche und faktische Gründe konnten zur Vertragsbeendigung führen. Wenn ein Gesellschafter die societas kündigte (renuntiatio) oder eine Klage erhob (ex actione), so wurde die Gesellschaft beendet. War das Gesellschaftsvermögen de facto aufgebraucht, oder waren Gegenstände (in der Gesamtheit) durch Überführung in den sakralen Bereich aus dem Gesellschaftsvermögen heraus entwidmet oder aus anderen Rechtsgründen eingezogen worden, konnte der Gesellschaftszweck häufig ebenfalls nicht weiterverfolgt werden, sodass das Ende der Gesellschaft bevorstand.